# Bryobia ziziphorae
Bryobia ziziphorae är en spindeldjursart som beskrevs av Strunkova och P. Mitrofanov 1983. Bryobia ziziphorae ingår i släktet Bryobia och familjen Tetranychidae. Inga underarter finns listade.